# مطار لارستان الدولي
مطار لارستان الدولي هو مطار دولي يخدم مدينة لار في إيران. بدأ عملياته في عام 1983.